# Lucques (auteur)
Pour les articles homonymes, voir Lucques (homonymie).
 (octobre 2018).
Si vous disposez d'ouvrages ou d'articles de référence ou si vous connaissez des sites web de qualité traitant du thème abordé ici, merci de compléter l'article en donnant les références utiles à sa vérifiabilité et en les liant à la section « Notes et références ».
Luc Nisset-Raidon, dit Lucques (né le 4 juillet 1949), est un auteur de bande dessinée et illustrateur français. Contributeur très régulier de nombreux périodiques de bande dessinée adulte entre 1970 et 1985 (Pilote, Mormoil, L'Écho des savanes, Fluide glacial puis Charlie Mensuel), il vit depuis en Amérique et se consacre principalement à la rédaction et l'illustration de manuels de langue.

## Biographie
Illustrateur pour Lui à partir de 1969, Lucques entre en bande dessinée en 1970 en collaborant à Pilote. En 1974, il participe à la création de Mormoil. Dans la suite de la décennie, il apparaît très régulièrement dans L'Écho des savanes, Fluide glacial puis Charlie Mensuel. De 1978 à 1983, plusieurs de ses bandes dessinées paraissent en album. Nombre de ses illustrations et histoires appartiennent au genre érotique.
En 1985, il s'installe dans la Caraïbe (Haïti puis République dominicaine) et cesse de travailler pour la bande dessinée française. En 1989, il s'établit à Miami, où il se consacre à l'illustration et à la rédaction de livres didactiques du français et de l'espagnol.

## Bandes dessinées publiées

### Périodiques
- Actualités et divers récits courts dans Pilote, 1970-1972.
- Lucquarnes, dans Pilote, 1971-1972.
- Récits courts et illustrations dans L'Écho des savanes, 1974-1982.
- Mormoil n°1-7, 1974-1975.
- Illustrations dans Fluide glacial, 1976-1986.
- Récits courts dans Fluide Glacial, 1976-1980.
- Wilbur, dans Fluide Glacial, 1979-1980.
- Freudaines, dans Fluide Glacial, 1979-1980.
- Goldorette, dans L'Écho des savanes, 1980-1981.
- Récits courts dans Charlie Mensuel, 1984.
- Amour, drame social, dans Charlie Mensuel, 1984-1985.
- « L'Amour branché », dans Marcel n°1, 1986.

### Albums
- Tombeur de haut, Éditions du Fromage, 1978[1],[2].
- Freudaines, Éditions du Cygne, 2 vol., 1978[3] et 1981.
- Wilbur ou l'indocile heureux, AUDIE, coll. « Les albums Fluide glacial », 1979.
- Goldorette, Éditions du Fromage, 1980.
- Clitounet et Clitounette, Éditions du Cygne, 1980.
- Les Fadas du zizi, auto-édition puis Glénat, 2 vol., 1981 et 1989. Compilation, J'ai lu BD, 1990.
- Les Dragueurs, B. Diffusion, 1982.
- Goldorette contre Supercalin, Albin Michel, coll. « L'Écho des savanes », 1982.
- Je vous aime, T'as d'beaux yeux, t'sais, 1983.
- Les Frenchies, avec Pascal Baudry d'après son ouvrage Français et Américains, l'autre rive, Les Frenchies, Inc., 2004.

## Illustration

### Recueils d'illustrations de Lucques
- Le Petit Enlucqué, Kesselring, 1973. Préface de Robert Crumb.
- Encyclopédie aphrodisiaque, Erotic Bizness, 2 vol., 1982-1983. Sous le nom Ian Gallix.
- Ralentir: Zone érogène, Glénat, 1987.

### Illustrations d'ouvrages rédigés par d'autres
- Les Charlots, 120 ans de conneries vol. 1 L'Âge des galères, Scarabée & Compagnie, 1984.
- Patrice Ricord, La Cuisine des chefs, Carrousel BD, 1987.
- 101 French Idioms, NTC Publishing Group, 1995.
- 101 Spanish Idioms, NTC Publishing Group, 1995.
- 101 French Proverbs, NTC Publishing Group, 1998.
- 101 Spanish Riddles, NTC Publishing Group, 2011.
- Streetwise French Dictionary/Thesaurus, McGraw-Hill, 2002.
- Touch Abilities. Essential Connections, Cengage Learning, 2006.
- Say it Right in..., McGraw-Hill, une dizaine de volumes, 2006.
- Spanish in your face!, McGraw-Hill, 2007.
- McGraw-Hill's Conversational American English, McGraw-Hill, 2011.
- Make Over Your Spanish in Just 3 Weeks, McGraw-Hill, 2011.
- Make over Your French in Just 3 Weeks, McGraw-Hill, 2011.

### Ouvrages écrits et illustrés seul
- French in your face!, McGraw-Hill, 2007.
- Dangerous French for Bad Boys and Girls, McGraw-Hill, 2008.
- Dangerous Spanish for Bad Boys and Girls, McGraw-Hill, 2008.